# Digboi
Digboi är en ort i Indien.   Den ligger i distriktet Tinsukia och delstaten Assam, i den östra delen av landet, 1 800 km öster om huvudstaden New Delhi. Digboi ligger 153 meter över havet och antalet invånare är 20 685.
Terrängen runt Digboi är platt. Runt Digboi är det tätbefolkat, med 257 invånare per kvadratkilometer. Närmaste större samhälle är Margherita, 13,0 km söder om Digboi. I omgivningarna runt Digboi växer i huvudsak städsegrön lövskog.